# Marie-Sophie Pollak

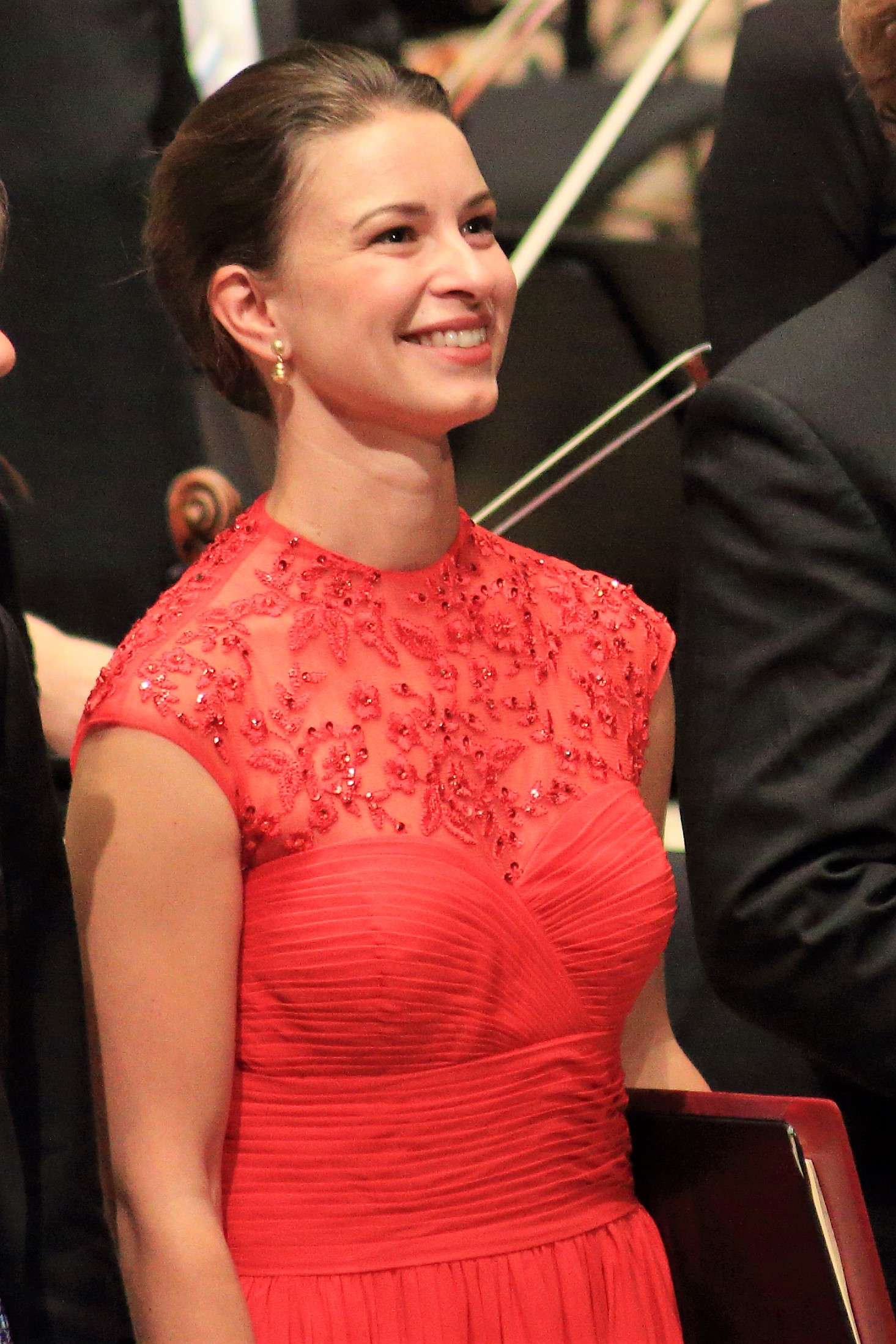
Die Sängerin Marie-Sophie Pollak in der Hamburger Elbphilharmonie (2017)

Marie-Sophie Pollak (* 8. Januar 1988 in Bietigheim-Bissingen) ist eine deutsche Opern- und Konzertsängerin (Sopran).

## Leben
Marie Sophie Pollak erlernte im Kindesalter das Klavier- und Geigenspiel. Von 2007 bis 2014 studierte sie bei Gabriele Fuchs Gesang an der Hochschule für Musik und Theater München und schloss ihr Studium mit dem Master in Konzertgesang ab. Neben ihrem Studium besuchte sie Meisterkurse unter anderem bei Roger Vignoles, Helmut Deutsch und Wolfgang Katschner, dem Gründer und musikalischen Leiter der Lautten Compagney.
2011 debütierte sie als Vespetta in Telemanns Lustspiel Pimpinone bei den Innsbrucker Festwochen der Alten Musik. Weitere Rollen waren Despina in Mozarts Così fan tutte (Reaktorhalle München), Blonde in Mozarts Entführung aus dem Serail (Festspiele Bad Reichenhall), Belinda in Purcells Dido and Aeneas (Akademietheater München), Bemira in Telemanns Oper Miriways (Brucknerfest Linz), die Titelrolle in Domenico Scarlattis La Dirindina (Innsbrucker Festwochen/Festwochen Turin) sowie die Partie der Almirena in Händels Rinaldo (Theater der Stadt Schweinfurt). 2014 war sie zudem in der Opernproduktion Der goldene Apfel bei den Potsdamer Musikfestspielen im Orangerieschloss von Sanssouci zu erleben. 
Im Rahmen ihrer Konzerttätigkeit sang sie die h-Moll-Messe von Johann Sebastian Bach im Stift Wilten sowie die Matthäuspassion in Kooperation mit dem Bayerischen Rundfunk unter der Leitung von Martin Steidler. Ihre Arbeit führte sie mit namhaften Dirigenten wie z. B. Michi Gaigg, Wolfgang Katschner, Pierre Pitzl und Alessandro De Marchi zusammen. Im Januar 2015 debütierte sie in Mozarts Il re pastore unter der Leitung von Jean-Christophe Spinosi und seinem Ensemble Matheus am Théâtre du Châtelet in Paris. Im Juli 2015 sang sie im Rahmen der Audi-Sommerkonzerte die Rolle der Hanne in Joseph Haydns Oratorium Die Jahreszeiten unter der Leitung von Kent Nagano. Im Oktober 2017 debütierte sie in dieser Rolle an der Elbphilharmonie in Hamburg. Anlässlich des Reformationsjubiläumsjahres 2017 nahm sie gemeinsam mit Christoph Spering und seinem Chorus Musicus Köln drei Kantaten Johann Sebastian Bachs nach Texten Martin Luthers auf. Die Aufnahme wurde mit dem ECHO Klassik 2017 für die beste Chorwerkeinspielung des Jahres prämiert. Im Dezember 2017 trat sie erstmals in Johann Sebastian Bachs Weihnachtsoratorium an der Hamburgischen Staatsoper in einer szenischen Ballettversion von John Neumeier auf.
In der Spielzeit 2018/2019 wirkte Marie-Sophie Pollak bei den traditionellen Silvesterkonzerten unter der Leitung von Kent Nagano in der Hamburger Elbphilharmonie mit. Im März 2019 gab sie ihr Debüt in der Tonhalle Zürich in einer Aufführung von Felix Mendelssohn-Bartholdys Elias des Balthasar-Neumann-Chores und -Ensembles unter der Leitung von Thomas Hengelbrock. In einer von John Neumeier choreographierten Neuproduktion von Christoph Willibald Glucks Orphée et Eurydice an der Hamburgischen Staatsoper verkörperte sie unter der Leitung von Alessandro De Marchi die Partie L’Amour, mit der sie auch am Festspielhaus Baden-Baden gastierte.
Im Jahr 2020 erschien bei der Deutschen Harmonia Mundi eine Aufnahme von Georg Friedrich Händels Alexander’s Feast, für deren Produktion Pollak mit dem Vox Orchester unter der Leitung von Lorenzo Ghirlanda zusammenarbeitete. Im gleichen Jahr gab sie ihr Debüt beim Orchestre Symphonique de Montréal mit Johann Sebastian Bachs Weihnachtsoratorium unter Kent Nagano sowie Georg Friedrich Händels Messiah mit Les Violons du Roy und dem National Arts Centre Orchestra in Ottawa unter Leitung von Bernard Labadie. 
Marie-Sophie Pollak wurde bereits mit mehreren Preisen ausgezeichnet. Unter anderem erlangte sie 2006 einen Bundespreis beim Wettbewerb Jugend musiziert in der Kategorie Duo Kunstlied und wurde 2010 Finalistin beim Internationalen Gesangswettbewerb für Barockoper Pietro Antonio Cesti. 2012 erreichte sie mit ihrem Alte-Musik-Ensemble Ensemble 392 das Finale beim Deutschen Musikwettbewerb in Bonn. Im gleichen und im darauffolgenden Jahr wurde sie mit dem Deutschlandstipendium ausgezeichnet. Sie wird zudem von der Organisation Yehudi Menuhin Live Music Now gefördert und ist Stipendiatin der Christl-und-Klaus-Haack-Stiftung.
Marie-Sophie Pollak ist mit dem Bariton Michael Kranebitter verheiratet und lebt in der Nähe von München in Rott am Lech.

## Diskografie

### Alben
- 2016: Bouillabaisse. French cantatas & chansons
- 2016: Bach. Luther-Kantaten
- 2017: Arien für Nancy Storace
- 2017: Concerto Stella Matutina: Biber & Biber
- 2018: Ensemble 392: L'Europpe
- 2020: Georg Friedrich Händel: Alexander's Feast